# Ки Тиса
Ки Тиса (ивр. כִּי תִשָּׂא‎) — одна из 54 недельных глав-отрывков, на которые разбит текст Пятикнижия (Хумаша). 21-й раздел Торы, 9-й раздел книги Шмот.

## Краткое содержание
Евреи получают повеление принести в Святилище полшекеля каждый в подношение. Также даются указания об изготовлении медного умывальника, масла помазания и смеси для воскурений (Кторет или Кеторет). Искусные ремесленники Бецалель и Агалиав назначены руководить возведением Святилища, и народ в очередной раз получает повеление соблюдать Шаббат.
Не дождавшись возвращения Моше с горы Синай, народ изготавливает Золотого тельца и поклоняется ему. Всевышний изъявляет желание уничтожить неверный народ, но Моше вступается за евреев. Моше спускается с горы, неся в руках Скрижали Завета, на которых высечены Десять заповедей. Увидев людей, танцующих вокруг изготовленного идола, Моше разбивает Скрижали, уничтожает Тельца и распоряжается казнить главных виновников. Вернувшись затем к Богу, Моше говорит Ему: «Если Ты не простишь их — сотри меня из Книги, что Ты написал!». Всевышний прощает евреев, но говорит, что последствия их греха будут ощущаться в течение многих поколений.
Бог изъявляет желание послать Своего ангела с народом Израиля, но Моше упрашивает Его, чтобы Он сам сопровождал Свой народ в Святую Землю. Моше изготовляет новые скрижали и снова поднимается на гору Синай, чтобы Всевышний вновь начертал Закон Божий на Вторых Скрижалях. На горе Моше удостаивается раскрытия тринадцати атрибутов милосердия. Когда Моше возвращается с горы Синай, его лицо светится настолько, что он должен закрывать его покрывалом, которое он снимает лишь для того, чтобы говорить с Богом или чтобы учить народ Его законам.